# 南港南出入口
南港南出入口（なんこうみなみでいりぐち）は、大阪府大阪市住之江区の阪神高速道路4号湾岸線の出入口。りんくう（泉佐野）方面のみ出入口のあるハーフICである。南港・咲洲（さきしま）地区の最寄り出入口である。
2024年（令和6年）9月3日より入口料金所がETC専用になっている。

## 料金所

### 南港南料金所
- ブース数：2
  - ETC専用：1
  - サポート：1

## 周辺
- ニュートラム 南港口駅
- 大阪府立港南造形高等学校
- 大阪南港トラックターミナル
- インテックス大阪（国際見本市会場）
- アジア太平洋トレードセンター（ATC）
- 大阪府咲洲庁舎（旧：大阪ワールドトレードセンタービルディング（WTCコスモタワー））
- なにわの海の時空館
- 大阪南港野鳥園
- 南港ポートタウン
- 大阪南港フェリーターミナル
- 大阪南港かもめフェリーターミナル

## 隣
阪神高速4号湾岸線
(4-24)南港中出入口 - (4-03)南港南出入口 - (4-04)三宝JCT/出入口 - (4-05)大浜出入口